# Christoph Stephan
Christoph Stephan (Rudolstadt, 12 de enero de 1986) es un deportista alemán que compitió en biatlón.
Ganó dos medallas en el Campeonato Mundial de Biatlón de 2009, plata en la prueba individual y bronce en el relevo masculino. Participó en dos Juegos Olímpicos de Invierno, Vancouver 2010 y Sochi 2014, pero sin poder ubicarse dentro de los diez primeros lugares en ninguna prueba.

## Palmarés internacional
| Campeonato Mundial | Campeonato Mundial          | Campeonato Mundial | Campeonato Mundial |
| Año                | Lugar                       | Medalla            | Prueba             |
| ------------------ | --------------------------- | ------------------ | ------------------ |
| 2009               | Pyeongchang (Corea del Sur) | Medalla de plata   | Individual         |
| 2009               | Pyeongchang (Corea del Sur) | Medalla de bronce  | Relevos            |

### Campeonato Mundial
| Lugar y año        | Individual   | Velocidad | Persecución | Salida en grupo | Relevo | Relevo mixto |
| ------------------ | ------------ | --------- | ----------- | --------------- | ------ | ------------ |
| Pyeongchang 2009   | Plata        | 22.º      | 41.º        | 21.º            | Bronce | no participó |
| Janti-Mansisk 2011 | no participó | 7.º       | 16.º        | 24.º            | 7.º    | no participó |

### Juegos Olímpicos
| Lugar y año    | Individual   | Velocidad | Persecución | Salida en grupo | Relevo       | Relevo mixto  |
| -------------- | ------------ | --------- | ----------- | --------------- | ------------ | ------------- |
| Vancouver 2010 | 29.º         | 19.º      | 30.º        | 23.º            | no participó | no se realizó |
| Sochi 2014     | no participó | 58.º      | 43.º        | no participó    | no participó | no participó  |